# Memorie senzorială
Memoria senzorială se referă la persistența unei reprezentări senzoriale a unui obiect după ce acesta nu mai acționează asupra receptorilor. Durata ei este de câteva sutimi de secundă. Este specifică fiecărei modalități senzoriale: memorie iconică pentru văz, ecoică pentru auz, tactilă etc.
Reținerea stimulilor în memoria senzorială este necesară pentru extragerea trăsăturilor sale, care vor fi ulterior prelucrate. Această memorie este utilă în momentul clipirii sau în timpul sacadelor; în rest stimulii persistă destul timp pentru a putea fi prelucrați direct. Durata ei este de aproximativ 100 de milisecunde pentru memoria iconică și 200 de milisecunde pentru cea ecoică. În memoria senzorială se rețin informații precategoriale, iar retenția se face automat, și preatenșional. Această memorie are o locație precisă în creier.

## Exemplu
La auzul unui sunet provenit de la un CD-player, după ce acesta încetează reprezentarea sa rămâne în memoria senzorială pentru scurt timp. Asemănător, în cazul privitului unei poze, după ce privirea este îndreptată în altă parte, pentru câteva clipe imaginea acesteia se păstrează în memoria senzorială.